# Protesty w Braszowie
Protesty w Braszowie – antyrządowe protesty w Braszowie z 15 listopada 1987 roku. Przyczyną było zmniejszenie pensji pracowników fabryki Czerwony Sztandar.

## Przebieg
Protesty wybuchły w nocy z 14 na 15 listopada 1987 roku w fabryce Czerwony Sztandar (rum. Steagul Roșu) produkującej ciężarówki marki Roman. Przyczyną strajku było zmniejszenie pensji o połowę. Robotnicy domagali się wypłacenia zaległych pensji, poprawy warunków bytowych oraz podwyżek. W ciągu kilku godzin do protestu przyłączyły się kolejne wydziały fabryki. Przywódcy strajku domagali się bezwarunkowych rozmów z kierownictwem. Rozmowy rozpoczęły się o godzinie ósmej. Około godziny jedenastej nieznana osoba zaproponowała opuszczenie zakładu i przejście do siedziby okręgowego kierownictwa Rumuńskiej Partii Komunistycznej. Spośród czterech tysięcy robotników fabrykę opuściło zaledwie trzysta osób, którzy po wyjściu z zakładu zaczęła skandować hasła. Do pochodu dołączyli niektórzy mieszkańcy Braszowa.
Po przybyciu do budynków Rumuńskiej Partii Komunistycznej demonstranci domagali się rozmów z lokalnymi reprezentantami władzy. Tłum liczący ok. 4 tys. osób udał się do siedziby rady okręgowej. Do manifestantów wyszedł burmistrz Braszowa, który ostrzegł protestujących przed represjami. Po rozmowie rozwścieczony tłum wdarł się do budynku. W siedzibie rady okręgowej wybito okna, wyrzucano na zewnątrz meble, telefony, radia i telewizory, podpalono portrety małżeństwa Ceaușescu, ponadto opróżniono pełne lodówki komitetu partii. Podczas zamieszek uczestnicy protestów odkryli w szafkach importowane papierosy, drogie alkohole oraz niespotykane wówczas produkty spożywcze (np. ananasy).
Specjalny oddział Securitate rozpoczął tłumienie protestów kilka godzin po wtargnięciu tłumu do budynku. Większość rebeliantów demolujących budynek aresztowano. Zatrzymanych torturowano i przesłuchiwano. 3 grudnia 1987 roku w fabryce Czerwony Sztandar odbyło się coś na kształt procesu pokazowego. Salę wypełnili robotnicy i współpracownicy Securitate. Członkowie załogi domagali się zwolnienia i skazania liderów protestu. 61 osób skazano na kary od sześciu miesięcy do trzech więzienia albo też na przymusowe przesiedlenie do innej części Rumunii.

## Następstwa
Po protestach w Braszowie zaktualizowano i udoskonalono plany zdławienia przemocą protestów mieszkańców, które stworzono po strajku górniczym w dolinie Jiu. Ponadto Nicolae Ceaușescu nakazał wypłacić zaległe wynagrodzenia w zakładzie Czerwony Sztandar.
Wydarzenia w Braszowie przeszły w Rumunii niemal bez echa. W mieście Kluż-Napoka dysydentka Doina Cornea wywiesiła na drzwiach swojego domu plakat, w którym solidaryzowała się z protestującymi i poparła ich walkę w liście do Radia Wolna Europa. W 1991 roku w Braszowie postawiono krzyż ku pamięci zajść.